# ماسن-نیدرلاوزیتس
ماسن-نیدرلاوزیتس (به آلمانی: Massen-Niederlausitz) یک شهر در آلمان است که در البه-الشتر واقع شده‌است. ماسن-نیدرلاوزیتس ۲٬۲۳۶ نفر جمعیت دارد.